# Tire

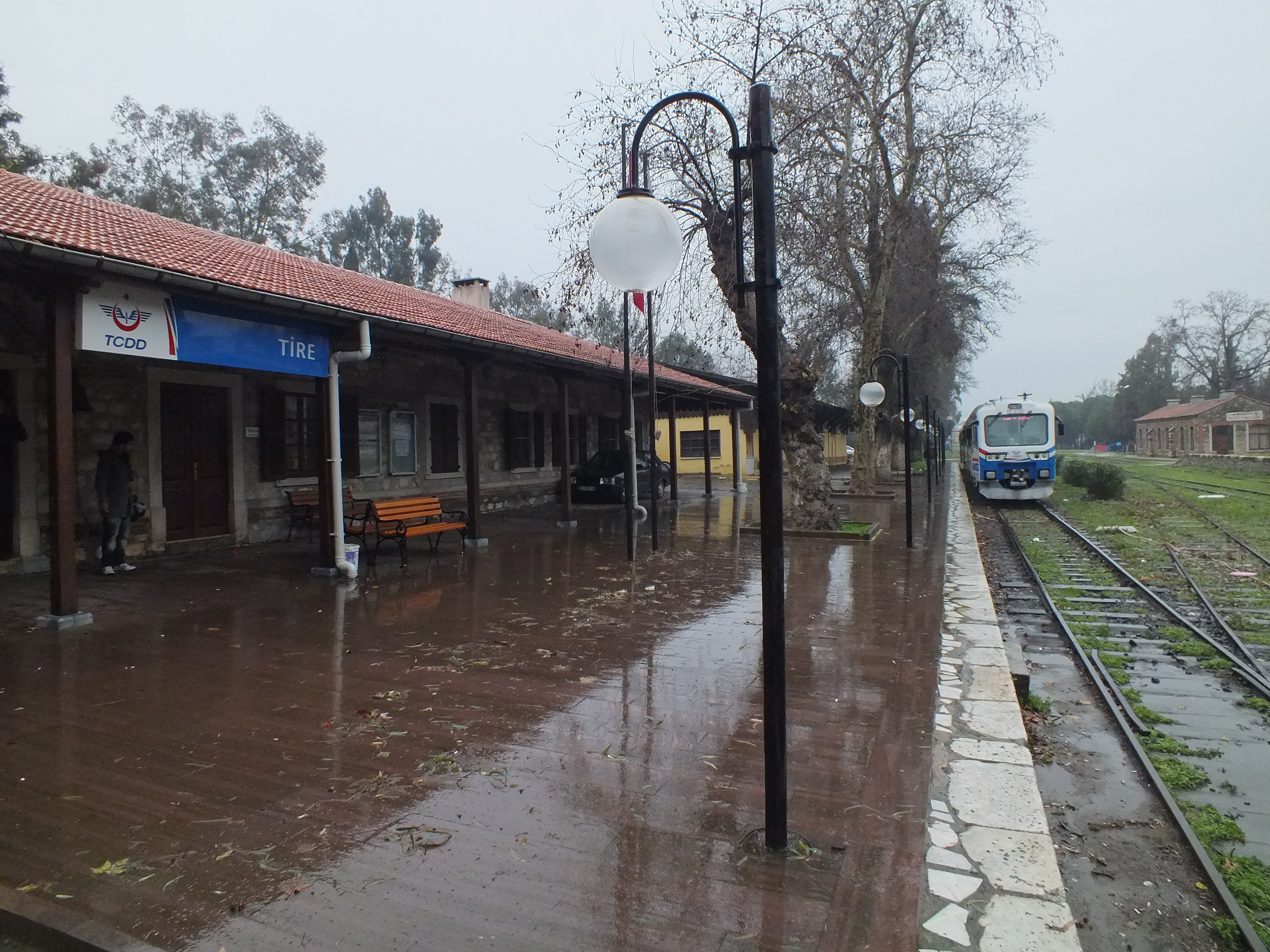
Bahnhof Tire

Tire ist eine Stadtgemeinde (Belediye) im gleichnamigen Ilçe (Landkreis) der Provinz Izmir in der türkischen Ägäisregion und gleichzeitig ein Stadtbezirk der 1984 gebildeten Büyükşehir belediyesi İzmir (Großstadtgemeinde/Metropolprovinz). Seit der Gebietsreform ab 2013 ist die Gemeinde flächen- und einwohnermäßig identisch mit dem Landkreis.
Die Stadt liegt etwa 60 Kilometer südöstlich der Provinzhauptstadt Izmir an einem Abzweig der Straße D-310, die von Torbalı nach Osten bis Alaşehir führt. Der Landkreis/Stadtbezirk liegt im Süden der Provinz und grenzt im Westen an Selçuk und Torbalı, im Norden an Bayındır, im Osten an Ödemiş und im Süden an die Provinz Aydın. Die Stadt liegt am Übergang von dem Gebirge Aydın Dağları zur Ebene des Küçük Menderes.
Die im Stadtlogo/Stadtwappen manifestierte Jahreszahl (1864) dürfte ein Hinweis auf das Jahr der Erhebung zur Stadtgemeinde (Belediye) sein. Tire verfügt über ein Museum mit einer archäologischen und einer ethnologischen Abteilung.

## Verwaltung
Der Kreis (bzw. Kaza als Vorläufer) im Vilâyet smyrna bestand schon vor Gründung der Türkischen Republik (1923). Zu ersten Volkszählung am 28. Oktober 1927 hatte er eine Einwohnerzahl von 39.129 (auf 615 km² Fläche) in 78 Dörfern. Im Verwaltungssitz Tiré (damalige Schreibweise) lebten zu dieser Zeit 18.675 Menschen, 29 mehr Männer als Frauen.
(Bis) Ende 2012 bestand der Landkreis aus der Kreisstadt und der Stadtgemeinde (Belediye) Gökçen sowie 64 Dörfern (Köy) in drei Bucaks (Boğaziçi, Gökçen und Merkez Bucağı), die während der Verwaltungsreform 2013/2014 in Mahalle (Stadtviertel/Ortsteile) überführt wurden. Die 22 Mahalle der Kreisstadt blieben unverändert bestehen, während die drei Mahalle von Gökçen  zu einem Mahalle verschmolzen. Durch diese Herabstufungen zu Mahalle stieg deren Anzahl auf 87. Ihnen steht ein Muhtar als oberster Beamter vor.
Ende 2020 lebten durchschnittlich 981 Menschen in jedem Mahalle, 10.293 Einw. im bevölkerungsreichsten (Fatih Mah.).

## Geschichte
Tire liegt vermutlich an der Stelle des antiken Arcadiopolis. Unter lydischer Herrschaft hatte die Stadt den Namen Teira, in byzantinischer Zeit Thyrea oder Thyraia. In frühtürkischer Zeit gehörte sie zum Beylik der Aydınoğulları. Nach der Machtübernahme der Osmanen 1426 wurde Tire Hauptstadt eines Sandschaks und hatte eine Münzprägeanstalt. Bis zum türkisch-griechischen Bevölkerungsaustausch nach dem Vertrag von Lausanne von 1923 hatte Tire etwa 15.000 überwiegend griechische Einwohner.

## Sport
Der Landkreis wird vom Sportverein Tirespor vertreten. Die Fußballsparte des Klubs spielte in den 1970er und 1983er Jahren insgesamt zehn Spielzeiten in der zweithöchsten professionellen Spielklasse, in der heutigen TFF 1. Lig. Zum Sommer 1992 verabschiedete man sich mit dem Abstieg aus der 3. Lig vom professionellen Fußball und spielt seither in der regionalen Amateurliga.
Seit der Saison 2013/14 wird die Stadt durch den Verein Tire 1922 Spor in der TFF 3. Lig vertreten. Dieser hieß bis zum Sommer 2013 Izmir Il Özel Idaresi und änderte seinen Namen erst dann in Tire 1922 Spor.

## Persönlichkeiten
- Ali Arslan (* 1947), deutscher Schriftsteller türkischer Abstammung
- Yasin Avcı (* 1983), türkischer Fußballspieler
- Cansel Elçin (* 1971), türkischer Schauspieler
- Kara Üveys Pascha († 1591), osmanischer Würdenträger im 16. Jahrhundert und Qādī in Tire